# 히어쉬 메모리얼 콜리시엄
히어쉬 메모리얼 콜리시엄(Hirsch Memorial Coliseum)는 미국 루이지애나주 슈리브포트에 위치한 실내 경기장이다. 현재 CHL 슈리브포트 머드버그스의 홈경기장으로 사용되고 있다. 